# Back to Stone
Back to Stone est un jeu vidéo d'action développé par Hidden Floor et édité par Neko Entertainment, sorti à partir de 2006 sur Game Boy Advance.
Il s'agit de l'unique jeu de Hidden Floor, développé à Bordeaux par une équipe d'anciens de Kalisto Entertainment.

## Trame
Un guerrier, devenu mystérieusement amnésique, a été sujet d'expérimentations génétiques par des créatures démoniaques. Il peut, par moments, se transformer en un dangereux monstre à cause de cela. Cette métamorphose provoque chez lui un effet étrange : tout ce qu'il touche se transforme en pierre.

## Système de jeu
Il s'agit d'un jeu d'action en vue isométrique. Le joueur peut se déplacer librement, sauter de plates-formes en plates-formes et attaquer dynamiquement. Les ennemis qu'il tue se transforment en pierre, qu'il devient possible de les déplacer pour résoudre des puzzles. Lorsqu'il est sérieusement blessé, l'avatar se transforme en démon, ce qui lui confère un surcroît de puissance. Fait rare sur cette console, la cartouche ne dispose pas de pile de sauvegarde, l'évolution du jeu est donc basée sur un système de mots de passe.

## Accueil
- Jeuxvideo.com : 14/20[3]